# Ceperka
Ceperka (biał. Цапэрка, Caperka; ros. Цеперка, Cepierka) – wieś na Białorusi, w obwodzie mińskim, w rejonie kleckim, w sielsowiecie Czerwona Gwiazda, nad Ceprą.

## Historia
W dwudziestoleciu międzywojennym wieś i dwa folwarki leżące w Polsce, w województwie nowogródzkim, w powiecie nieświeskim, w gminie Hrycewicze. Demografia w 1921 przedstawiała się następująco:
|                    | Liczba mieszkańców | Budynki | Narodowość  | Narodowość        | Wyznanie    | Wyznanie |
| Polacy             | Liczba mieszkańców | Budynki | Białorusini | rzymskokatolickie | prawosławne |          |
| ------------------ | ------------------ | ------- | ----------- | ----------------- | ----------- | -------- |
| wieś Ceperka       | 118                | 17      | 118         | –                 | 13          | 105      |
| folwark Ceperka I  | 9                  | 1       | 3           | 6                 | 3           | 6        |
| folwark Ceperka II | 83                 | 4       | 83          | –                 | 32          | 51       |

Po II wojnie światowej w granicach Związku Sowieckiego. Od 1991 w niepodległej Białorusi.

## Ludzie związani z miejscowością
- Maria Bohuszewiczówna – polska działaczka ruch robotniczego; urodzona w Ceperce